# I sette ladri
I sette ladri (Seven Thieves) è un film del 1960, diretto dal regista Henry Hathaway, tratto dal romanzo The Lions At The Kill del 1959 di Max Catto.

## Premi
Il film ricevette una candidatura ai Premi Oscar 1961 per i migliori costumi di un film in bianco e nero.